# Cameruniola integra
Cameruniola integra är en insektsart som först beskrevs av Melichar 1902.  Cameruniola integra ingår i släktet Cameruniola och familjen Flatidae. Inga underarter finns listade i Catalogue of Life.